# Jorman Campuzano
Jorman David Campuzano Puentes (Tamalameque, Cesar; 30 de abril de 1996) es un futbolista colombiano, se desempeña como centrocampista defensivo en Atlético Nacional de la Primera División de Colombia.

## Biografía e inicios
Jorman David Campuzano Puentes, llegó siendo a penas un adolescente a la  capital de Colombia, Bogotá procedente de su pueblo natal Tamalameque en busca de mejores oportunidades. Aunque los primeros meses pasó por diversas situaciones adversas conseguiría un trabajo como domicilario al sur de la ciudad en la Localidad de Bosa donde además tuvo sus primeros torneos de fútbol aficionado ganando cincuenta mil pesos (15 dólares) por partido jugado. 

Dio sus primeros pasos para llegar al fútbol profesional en el Club Escuela de Fútbol Churta Millos. Luego un profesor de La Equidad le ofrece jugar en las Fuerzas Básicas

## Trayectoria

### Deportivo Pereira
Luego su paso por las inferiores del Club Atlético Banfield Jorman retorna a Colombia para realizar una prueba con el Deportivo Pereira donde con tan sólo un entrenamiento fue promovido al equipo profesional de la mano del entrenador argentino Hernán Lisi.
Debutó como profesional el 15 de abril de 2015, en la fecha 4 de la Copa Colombia, a pesar de ser su primer encuentro en un club profesional, jugó 65 minutos contra Atlético Huila en el Guillermo Plazas Alcid, donde perdieron 3 a 1. El 29 de septiembre debuta en la Categoría Primera B en el empate a dos goles en su visita a Tigres FC.
En la siguiente temporada marcó su primer gol el 2 de agosto de 2016 contra el Atlético Fútbol Club en una victoria por 7-2 en la Categoría Primera B.

### Atlético Nacional
Tras mostrar un buen nivel en el Deportivo Pereira, es contactado por el entrenador Miguel Ángel Russo para jugar en Millonarios FC, aunque en medido de la negociación aparecería el Atlético Nacional mejorando la oferta por lo que Jorman opta por fichar con el equipo verdolaga.
Para enero de 2018 es confirmado como nuevo jugador de Atlético Nacional de la Categoría Primera A. El 31 de enero debutó oficialmente en la final de ida de la Superliga 2018, partido en el cual su equipo empató a cero goles contra Millonarios FC en el Estadio El Campín jugando los 90 minutos. El 4 de febrero debuta en la Categoría Primera A en la victoria por la mínima en casa del Deportes Tolima, a los tres días se juega el partido de vuelta de la Superliga de Colombia 2018 en la que pierden 2 a 1 contra Millonarios, saliendo expulsado en el segundo tiempo. El 27 de febrero debuta de manera internacional por la fase de grupos de la Copa Libertadores 2018, en la que los verdolagas le ganan por la mínima a Colo-Colo en Chile.

### Boca Juniors
En los primeros días de enero del año 2019, Jorman Campuzano se convirtió en nuevo jugador de Boca Juniors.
El 27 de enero hace su debut como visitante frente a Newell's Old Boys por la fecha 16 de la Superliga 2018-19, ingresando al minuto 59 por Wilmar Barrios, partido que acabaría en empate 1 a 1. El 31 de enero por la fecha 12 (P) demostraría como titular en la goleada de Boca 0-4 sobre San Martín de San Juan. En su debut en la Bombonera, Boca derrotaría 2-0 a Godoy Cruz con Campu generando juego. El 10 de febrero del 2019, Boca empataría 1-1 contra Belgrano de visitante por la fecha 18, Campu batallaría dando juego con la pelota.   
Alternando suplencias en partidos anteriores, el 2 de junio de 2019 sería titular contra Club Tigre por la final de la Copa de la Superliga 2019 en Córdoba perdiendo 0-2, Campuzano completó una buena final generando juego y despliegue. El 28 de julio jugaría en el empate de Boca 0-0 contra Huracán por la fecha 1 de la Superliga.  El 4 de agosto Campuzano jugaría bien en la victoria de Boca 0-2 sobre Patronato por la fecha 2 de la Superliga 2019-20.
Tras la llegada de Miguel Ángel Russo al club se transformó en el dueño indiscutido del mediocampo xeneize durante el primer semestre, pero luego del reinicio de los torneos posteriormente al parate por la pandemia de COVID-19, fue progresivamente perdiendo el lugar en el equipo titular. Fue perdiendo el puesto del 11 titular progresivamente con Alan Varela. Ganó dos títulos más, la Copa de la Liga Profesional y la Copa Argentina pero no tuvo muchos minutos.

### Girensunspor de Turquía
Se fue cedido al Giresunspor de la Superliga de Turquía en septiembre de 2022.

## Selección nacional
El 28 de agosto de 2018 recibe su primera convocatoria a la Selección Colombia para los amistosos ante la selección de Venezuela y la selección de Argentina por el DT encargado Arturo Reyes Montero. Debutó el 7 de septiembre en la victoria 2 por 1 sobre Venezuela ingresando en el segundo tiempo por Wilmar Barrios. Es convocado por segunda vez en septiembre del 2019 para los amistosos frente Brasil y Venezuela reemplazando en la convocatoria a Daniel Muñoz quien se lesionó.

### Participaciones enEliminatorias al Mundial
| Eliminatoria                        | Sede del Mundial | Posición      | Resultado | PJ                                | GA | Asis |
| ----------------------------------- | ---------------- | ------------- | --------- | --------------------------------- | -- | ---- |
| Eliminatorias Mundial de Catar 2022 | Catar            | 6°lugar 23pts | Eliminado | 0 (4 convocatorias como suplente) | 0  | 0    |

## Estadísticas
- Actualizado al 26 de noviembre de 2023.

| Club                         | Div.          | Temporada     | Liga  | Liga  | Liga   | Copas nacionales | Copas nacionales | Copas nacionales | Torneos internacionales | Torneos internacionales | Torneos internacionales | Total | Total | Total  |
| Club                         | Div.          | Temporada     | Part. | Goles | Asist. | Part.            | Goles            | Asist.           | Part.                   | Goles                   | Asist.                  | Part. | Goles | Asist. |
| ---------------------------- | ------------- | ------------- | ----- | ----- | ------ | ---------------- | ---------------- | ---------------- | ----------------------- | ----------------------- | ----------------------- | ----- | ----- | ------ |
| Deportivo Pereira · Colombia | 2.a           | 2015          | 8     | 0     | 0      | 3                | 0                | 0                | —                       | —                       | —                       | 11    | 0     | 0      |
| Deportivo Pereira · Colombia | 2.a           | 2016          | 31    | 1     | 0      | 4                | 0                | 0                | —                       | —                       | —                       | 35    | 1     | 0      |
| Deportivo Pereira · Colombia | 2.a           | 2017          | 34    | 0     | 0      | —                | —                | —                | —                       | —                       | —                       | 34    | 0     | 0      |
| Deportivo Pereira · Colombia | Total club    | Total club    | 73    | 1     | 0      | 7                | 0                | 0                | —                       | —                       | —                       | 80    | 1     | 0      |
| Atlético Nacional · Colombia | 1.a           | 2018          | 32    | 0     | 1      | 8                | 0                | 0                | 7                       | 0                       | 1                       | 47    | 0     | 2      |
| Atlético Nacional · Colombia | Total club    | Total club    | 32    | 0     | 1      | 8                | 0                | 0                | 7                       | 0                       | 1                       | 47    | 0     | 2      |
| Boca Juniors Argentina       | 1.ª           | 2019          | 16    | 0     | 1      | 6                | 0                | 0                | 2                       | 0                       | 0                       | 24    | 0     | 1      |
| Boca Juniors Argentina       | 1.ª           | 2020          | 7     | 0     | 0      | 6                | 1                | 0                | 8                       | 0                       | 0                       | 21    | 1     | 0      |
| Boca Juniors Argentina       | 1.ª           | 2021          | 14    | 0     | 2      | 18               | 1                | 0                | 4                       | 0                       | 0                       | 36    | 1     | 2      |
| Boca Juniors Argentina       | 1.ª           | 2022          | 3     | 0     | 0      | 10               | 0                | 1                | 3                       | 0                       | 0                       | 16    | 0     | 1      |
| Boca Juniors Argentina       | 1.ª           | 2023          | —     | —     | —      | 14               | 0                | 0                | 3                       | 0                       | 0                       | 17    | 0     | 0      |
| Boca Juniors Argentina       | Total club    | Total club    | 40    | 0     | 3      | 54               | 2                | 1                | 20                      | 0                       | 0                       | 114   | 2     | 4      |
| Giresunspor Turquía          | 1.ª           | 2022-23       | 27    | 2     | 0      | —                | —                | —                | —                       | —                       | —                       | 27    | 2     | 0      |
| Giresunspor Turquía          | Total club    | Total club    | 27    | 2     | 0      | —                | —                | —                | —                       | —                       | —                       | 27    | 2     | 0      |
| Total carrera                | Total carrera | Total carrera | 172   | 3     | 4      | 69               | 2                | 1                | 27                      | 0                       | 1                       | 268   | 5     | 6      |

### Selección nacional
| Selección                                                | Temporada     | Amistosos | Amistosos | Amistosos | Sudamérica1 | Sudamérica1 | Sudamérica1 | Mundial | Mundial | Mundial | Total | Total | Total  | Media goleadora |
| Selección                                                | Temporada     | Part.     | Goles     | Asist.    | Part.       | Goles       | Asist.      | Part.   | Goles   | Asist.  | Part. | Goles | Asist. | Media goleadora |
| -------------------------------------------------------- | ------------- | --------- | --------- | --------- | ----------- | ----------- | ----------- | ------- | ------- | ------- | ----- | ----- | ------ | --------------- |
| Mayores · Colombia                                       | 2018          | 1         | 0         | 0         | —           | —           | —           | —       | —       | —       | 1     | 0     | 0      | 0               |
| Mayores · Colombia                                       | 2019          | 1         | 0         | 0         | —           | —           | —           | —       | —       | —       | 1     | 0     | 0      | 0               |
| Mayores · Colombia                                       | 2023          | 1         | 0         | 0         | 0           | 0           | 0           | —       | —       | —       | 1     | 0     | 0      | 0               |
| Mayores · Colombia                                       | Total         | 3         | 0         | 0         | 0           | 0           | 0           | 0       | 0       | 0       | 3     | 0     | 0      | 0               |
| Total carrera                                            | Total carrera | 3         | 0         | 0         | 0           | 0           | 0           | 0       | 0       | 0       | 3     | 0     | 0      | 0               |
| (1) Incluye los partidos de: Eliminatorias Mundialistas. |               |           |           |           |             |             |             |         |         |         |       |       |        |                 |

## Palmarés

### Campeonatos nacionales
| Título                        | Equipo            | País      | Año     |
| ----------------------------- | ----------------- | --------- | ------- |
| Copa Colombia                 | Atlético Nacional | Colombia  | 2018    |
| Supercopa Argentina           | Boca Juniors      | Argentina | 2018    |
| Primera División de Argentina | Boca Juniors      | Argentina | 2019-20 |
| Copa de la Liga               | Boca Juniors      | Argentina | 2020    |
| Copa Argentina                | Boca Juniors      | Argentina | 2019-20 |
| Copa de la Liga               | Boca Juniors      | Argentina | 2022    |
| Copa Colombia                 | Atlético Nacional | Colombia  | 2024    |
| Categoría Primera A           | Atlético Nacional | Colombia  | 2024-II |
| Superliga de Colombia         | Atlético Nacional | Colombia  | 2025    |